# Ellingsøya
Ellingsøya eller Ellingsøy er den nordligste ø i Ålesund Kommune i Møre og Romsdal fylke i Norge . Med et areal på 22 km² er Ellingsøya den næststørste ø i kommunen efter Uksenøya. Øen ligger nordøst for byen Ålesund, nord for øerne Nørvøya og Uksenøya, øst for øen Valderøya og syd for Haram, der ligger på fastlandet. Landsbyerne Hoffland, Årset og Myklebust ligger alle på den sydlige side af øen. Ellingsøy kirke er øens hovedkirke.
Ellingsøya var tidligere kun tilgængelig fra Ålesund med båd eller ad vejen via Skodje Kommune, men den undersøiske Ellingsøytunnelen blev bygget i 1987 og forbinder Ellingsøy med Ålesund (mod syd), og Valderøytunnelen blev også bygget til at forbinde Ellingsøy med den nærliggende ø Valderøya i Giske Kommune mod vest. Begge tunneler har udgangspunkt ved landsbyen Hoffland på den sydvestlige del af øen. Den 3481 m lange tunnel blev renoveret og opgraderet i 2007.
Ellingsøya har en fodboldklub, Ellingsøy IL, der i øjeblikket spiller i 5. division i Norge.